# Gerbitz
Gerbitz este o comună din landul Saxonia-Anhalt, Germania.